# Стифтамтман
Стифтамтман (дат. stiftamtmand) — гражданский чиновник (губернатор) в Датско-норвежской унии, назначаемый королём Дании управлять амтом в пределах диоцеза (stift). Титул сохранился и после распада Датско-норвежской унии, в Исландии — до 1872 года, в Норвегии — до 1918 года. В Дании до сих пор используется.
В 1660 году датский король Фредерик III ввёл абсолютную монархию в Датско-норвежской унии. Средневековое деление на лены было упразднено. Были созданы более крупные административный единицы — амты и стифтамты (главные амты). Cтифтамтманам подчинялись амтманы — управлявшие амтов, бургомистры — управлявшие городов, также назначавшиеся королём, и их советники.

## В Дании
В Дании до сих пор используется титул «cтифтамтман» — высшее светское должностное лицо в диоцезе Церкви Дании. Стифтамтман вместе с епископом составляют епархиальное управление (stiftsøvrighed).
В XVIII веке назначение на должность cтифтамтмана использовалось как способ выдворить политиков и государственных деятелей без позора. Так в 1773 году, после свержения Струэнзе стифтамтманом Ольборга назначен граф Адольф Зигфрид фон дер Остен, а в 1784 году стифтамтманом Орхуса — Ове Хёг-Гульдберг, первый министр после падения Струэнзе.

## В Норвегии
Административное деление на стифтамты и амты существовало в Норвегии с 1662 по 1918 год. Стифтамтом управлял cтифтамтман.
В 1848—1849 годах были созданы епархиальные управления (stiftsdireksjon), в которые входили стифтамтман и епископ.

## В Исландии
Стифтамтмадюр (исл. Stiftamtmaður, исландское произношение: [ˈstiftˌamtˌmaðʏr̥]; мн. ч. Stiftamtmann, исландское произношение: [ˈstiftˌamtˌmanː]) — высший государственный чиновник в Исландии в 1684—1872 годах, фактический глава острова. Назначаемый королём Дании стифтамтмадюр являлся самым высоким представителем датской короны и главой исполнительной власти в Исландии.
С 1684 по 1769 год резиденция стифтамтмадюра Исландии была в Копенгагене, и только в 1770 года король обязал стифтамтмадюра жить в Исландии. С 1770 по 1787 год стифтамтмадюр также выполнял обязанности амтмадюра Юго-Западного амта. После разделения в 1787 году этого амта на две отдельный амта — Южный и Западный, стифтамтмадюра Исландии являлся также амтмадюром Южного амта.
Должность стифтамтмадюра Исландии была упразднена королем Кристианом IX в 1872 году и вместо него появилась должность губернатора Исландии, упраздненная впоследствии в 1904 году, когда исландцы получили самоуправление.
Первым стифтамтмадюром Исландии был Ульрик Кристиан Гюлленлёве, внебрачный сын короля Кристиана V, которому было всего 5 лет, когда он вступил в эту должность 26 января 1684. Из-за малого возраста, стифтамтмадюр не мог выполнять свои обязанности и требовалось назначить какого-то другого человека для этой должности, но из-за нежелания короля Кристиана V этого не происходило вплоть до 1688 года, когда наконец к юному Ульрику не был приставлен человек, временно исполняющий его обязанности главы Исландии.
Стифтамтмадюр от лица короля Дании осуществлял надзор за всеми органами государственной власти и местного самоуправления в Исландии, контролировал деятельность судебных и церковных властей. В его подчинении находились несколько амтменнов, выполнявших в Исландии надзор над низшими королевскими чиновниками и сислюменами.
Будучи государственным чиновником, а не лендлордом, стифтамтмадюр получал от короля определенную зарплату, но не получал от него земель во владение.

### Стифтамтманы Исландии
Первые шесть стифамтманов Исландии (с 1684 по 1769 год) имели официальную резиденцию в Копенгагене в Дании и, за редким исключением, никогда не бывали в Исландии:
- Ульрик Кристиан Гюлленлёве[исл.] (1684—1719)
- Петер Рабен[исл.] (1719—1727)
- Кристиан Гюлленкроне[исл.] (1728—1730)
- Хенрик Оксен[исл.] (1730—1750)
- Отто фон Рантцау[исл.] (1750—1768)
- Кристиан фон Проек[исл.] (1768—1769)

В дальнейшем, с 1770 по 1872 год стифтамтманами Исландии были:
- Лауритц Андреас Тодаль[исл.] (1770—1785)
- Ханс Кристоф фон Леветцоф[исл.] (1785—1789)
- Оулавюр Стефенсен[исл.] (1790—1806)
- Фредерик Кристофер Трампе[исл.]* (1806—1810)
- Йохан Карл Туерехт фон Кастеншёльд[исл.] (1810—1819)
- Эхренрейх Мольтке[исл.] (1819—1824)
- Петер Фьелстед Хоппе[исл.] (1824—1829)
- Лореннц Ангел Крьегер[исл.] (1829—1837)
- Карл Эмиль Багденфлет[исл.] (1837—1841)
- Торкиль Абрахам Хоппе[исл.] (1841—1847)
- Маттиас Ханс Росенёрн[исл.] (1847—1850)
- Йёрген Дитлев Трампе[исл.] (1850—1860)
- Тоурдюр Йохансен[исл.] (1860—1865)
- Хильмар Финсен[исл.] (1865—1873)